# وارويك تايلور
وارويك تايلور (بالإنجليزية: Warwick Taylor)‏ هو لاعب اتحاد الرغبي نيوزيلندي، ولد في 11 مارس 1960 في هاميلتون في نيوزيلندا.

## وصلات خارجية
- وارويك تايلور عل موقع إسبنسكروم (الإنجليزية)